# Animal Crossing: Amiibo Festival
Animal Crossing: Amiibo Festival — вечіркова відеогра 2015 року, розроблена Nintendo та NDcube для Wii U. Подібно до серії Mario Party, гра є допоміжним продуктом серії Animal Crossing, яка відходить від традиційного формату серії, натомість є партійною грою, яка в основному інтегрує фігурки amiibo в ігровий процес. Разом з випуском гри було випущено 8 фігурок Amiibo персонажів Animal Crossing для використання в грі. Гра була випущена у всьому світі в листопаді 2015 року.
Animal Crossing: Amiibo Festival був комерційним провалом і отримав загалом несприятливі відгуки від критиків, які критикували повторюваний геймплей, погану інтеграцію amiibo та відсутність інновацій, хоча його презентацію похвалили.

## Ігровий процес

Скріншот ігрового процесу на E3 2015

Amiibo Festival — віртуальна настільна гра, схожа за стилем на серію Mario Party. Персонажі Animal Crossing, які можна грати, включають Ізабель, К. К. Слайдер, Тома Нук та Мейбл — чотирьох із восьми персонажів серіалу, на яких базувалися іграшки amiibo. Гра також підтримує картки amiibo, які дебютували разом із Animal Crossing: Happy Home Designer, і зазвичай вимагає використання іграшок Amiibo для гри.

## Розробка
Режисер Ая Кюогоку заявила, що гра була задумана як засіб для створення першої Animal Crossing amiibo: «Чесно кажучи, ми просто хотіли Animal Crossing amiibo. Ми хотіли, щоб компанія створила Animal Crossing amiibo, тому ми створили гру, яка працює з ними». 
Гру було анонсовано під час Nintendo Digital Event на E3 2015 для випуску в 4 кварталі 2015 року під час святкового сезону, пізніше визначено як листопад 2015. Кьогоку відрізнила гру від Mario Party, заявивши, що остання більше зосереджена на міні-іграх, тоді як Amiibo Festival — це більше настільна гра. У грі використовується протокол amiibo від Nintendo, щоб вставляти персонажів у гру, з вісьмома різними іграшками amiibo, що входять до випуску гри.  Кожен персонаж має особисті характеристики, зокрема будинок, пов’язаний з персонажем, розроблений у Happy Home Designer. 
Animal Crossing: Amiibo Festival була випущена виключно як роздрібний продукт і не доступна у цифровому вигляді в Nintendo eShop у жодному регіоні.

## Рецепція
| Агрегатор  | Оцінка |
| ---------- | ------ |
| Metacritic | 46/100 |

| Видання               | Оцінка |
| --------------------- | ------ |
| Destructoid           | 5/10   |
| Eurogamer             | Avoid  |
| Famitsu               | 32/40  |
| IGN                   | 5/10   |
| Nintendo Life         | [ 9 ]  |
| Nintendo World Report | 4.5/10 |
| VentureBeat           | 33/100 |

а відміну від своїх попередників, Animal Crossing: Amiibo Festival отримав «загалом несприятливі» відгуки, згідно з агрегатором оглядів відеоігор Metacritic, із загальним балом 46 із 100. У IGN оцінили гру на 5 із 10, сказавши, що інтеграція Amiibo є «громіздкою» та «важкою для гри», а геймплей — це нудний і повільний «фест дрімоти» — майже заснули під час гри. Гру оцінили як «безсумнівно чарівну», розслаблюючу та найкраще грати з друзями. У Nintendo World Report дали грі 4,5 з 10, посилаючись на «Нудний, повторюваний геймплей» і «потрібна година, щоб отримати щось хороше». У GamesBeat поставили грі 3,3 з 10 і засудили її за те, що вона є «відвертою спробою змусити вас купити більше amiibo, і це навіть не дуже добре». Не всі рецензенти були настільки критичні; У Famitsu оцінили гру на 32/40, причому кожен із чотирьох рецензентів поставив їй 8 балів.
Гра виявилася комерційним провалом, продавши лише 20 303 копії протягом першого тижня після випуску в Японії.